# Govern dels Ducs
El Govern dels Ducs, Període dels Ducs o període d'anarquia fou l'interregne longobard entre el 574 (a la mort del rei Clef) i el 584 (elecció d'Autari); en aquest temps els longobards no van tenir rei i cada duc governava al seu territori (cada ducat era independent un de l'altra) amb un govern col·legiat dels ducs per al conjunt.
Els historiadors no estan segurs de la raó d'aquest interregne: Alguns creuen que els ducs van actuar col·lectivament com a tutors del fill de Clef, Autari, que en realitat va pujar finalment al tron, i altres parlen d'"administració col·lectiva". En qualsevol cas, en aquesta etapa els ducs no eren més que els líders de les diverses tribus dels llombards, i encara no estaven associats a una ciutat de forma permanent, i actuaven de manera independent tot i que havien de cedir a la pressió dels guerrers en teoria sota la seva autoritat, per mantenir el saqueig. Aquesta situació inestable, que es va perllongar en el temps, va portar al col·lapse final del sistema polític-administratiu italo-romà, que es va mantenir fins a la invasió, perquè l'aristocràcia italoromana havia conservat la responsabilitat de "administració civil" (per exemple Cassiodor)
Els ducs eren incapaços d'organitzar d'una manera sostenible l'estat. Quan van envair Provença els reis merovingis Khildebert II i Guntram de Borgonya va penetrar a Llombardia, van prendre Trento i van obrir negociacions amb l'emperador d'Orient Tiberi II, que també posseïa una part d'Itàlia. Finalment, cansats de les divisions internes, per por d'una reacció més forta des del sud i l'orient grecs, que requeria un lideratge fort per coordinar les diverses forces militars, els ducs van triar rei el 584 a Autari al que van cedir la nova capital, Pavia, i la meitat de la riquesa ducal, tot i que aquesta darrera promesa hi ha dubte que s'hagués mantingut. Autari va aconseguir consolidar el regne llombard contra l'enemic en tots els fronts.

## La mort de Clef i la desintegració del regne en 36 ducats (574)
Després de l'assassinat d'Alboí, els ducs llombards van triar com el seu nou rei a un noble anomenat Clef (572): aquest, després d'haver matat amb l'espasa o d'haver expulsat d'Itàlia molts italoromans notables, va ser assassinat amb l'espasa per un guàrdia-esclau després de només un any i sis mesos del regnat (574). Després de la mort de Clef, no va ser elegit un nou rei durant uns deu anys, i el regne es va fragmentar com a resultat en 36 ducats independents l'un de l'altre, cadascun dirigit per un duc resident a una ciutat. Pau el Diaca esmenta els noms de cinc ducs:
- Guallari, duc de Bèrgam
- Alaquis I, duc de Brèscia
- Sabanó, duc de Pavia
- Euí, duc de Trento
- Aimó, duc de Torí

No obstant això, especifique que a més d'aquests també hi va haver altres 30 ducs, però dels que Pau el Diaca, òbviament, no sabia els noms. Els ducats en que fragmenten el regne van ser 35 o 36.
Durant el govern dels ducs el tractament dels italoromans va ser molt dur, segons Pau el Diaca, que diu: 
| «                                                | "En aquests dies molts dels nobles romans van ser assassinats per la cobdícia de la seva riquesa, mentre que la resta es va dividir entre els subjectes a "hospitalitat" i els que van rendir homenatge, que estipulava que haurien de pagar una tercera part dels seus productes als longobards. A partir d'aquests ducs longobards, en el setè any de l'arribada de Alboí i tot el seu poble, les esglésies van ser despullades, els sacerdots assassinats, a les ciutats deixades ruïnes la població va créixer a mesura que marxava des dels camps destruïts, i, a més de les regions que Alboí havia sotmès, i la major part d'Itàlia va ser envaïda i subjugada pels llombards." | » |
| — Pau el Diaca, Història dels llombards, II, 32. | |   |

Els ducs llombards van assassinar o expulsar la majoria dels propietaris de terres italoromans, prenent possessió de la terra; van permetre als supervivents preservar la terra, sobre la base de "hospitalitas", per la que els propietaris de terres havien de pagar la tercera part de la collita, i els longobards van ocupar els llocs clau en la societat, i molt pocs italoromans van ser capaços de mantenir-se com un acabalats.

## Baduari: contra-ofensiva romana d'Orient (575-576)
Mentrestant, Tiberi Constantí, governant de l'Imperi Romà d'Orient en nom del jove Justí II, havia comprat una treva al front persa, però que no era vàlida per Armènia; no obstant això li va permetre enviar més tropes a Itàlia, al comandament del gendre de Justí II, Baduari. Baduari va arribar a Ravenna vers el 574/575, on sembla que va construir una església, amb tropes procedents d'Orient, dels quals les fonts no informen de la força i la composició ètnica, però alguns estudiosos han especulat que també podia contenir mercenaris longobards. A un lloc de la Història Eclesiàstica de Joan d'Efes, destaca el fet que 60.000 longobards havien lluitat el 575 a Síria al servei de l'imperi, i és possible que després haguessin seguit a Baduari a Itàlia. També és possible que Benevent i Spoleto fossin formats, des del final de la guerra gòtica (535-553), com a grup foederati llombards de l'imperi, als que Baduari podia haver demanat ajuda contra els longobards hostils als romans d'Orient. Però aquests són només conjectures, de manera que l'única font que descriu (en una única línia) l'enviament de Baduari és la crònica del català Joan de Biclara: "Baduarius gener Iustini principis in Italia a Longobardis proelio vincitur et non multo plus post inibi vitae finem accipit" (Baduari gendre del príncep Justí va arribar per lliurar batalla als longobards i no gaire temps després va trobar el final de la de la seva vida), Crònica, any 576.

## Formació dels ducats de Spoleto i Benevent i l'amenaça a Roma (576-580)
La derrota de l'imperi amb Baduari va ser dramàtica per als grecs i beneficiosa per als longobards. De fet, després de la batalla, els longobards al servei de l'Imperi semblen haver-se separat d'aquest, fundant els ducats de Spoleto i Benevent. Faroald I, exfederat romà d'Orient i primer duc de Spoleto, va trair l'imperi, conquistant per l'engany, el port de Ravenna, despullant-lo de tota riquesa; llavors quan el longobard Droctulf, un guerrer fidel de l'imperi, va atacar el port de Classis, Faroald es va veure obligat a abandonar-la, retornant-la a l'imperi i refugiant-se a Spoleto, seu del seu ducat. Fins i tot Zotó (Zotto), l'exfederat romà d'Orient, es va separar de l'autoritat imperial, i va constituir un ducat amb base a Benevent, que va començar a expandir-se pel Samni a costa de l'imperi, per dominar en els següents vint anys, gairebé tot el sud d'Itàlia, amb l'excepció de les zones costaneres. Mentrestant, altres ducs llombards s'havien establert a Túscia, Chiusi i Lucca, i va començar a expandir-se per la regió a costa de l'imperi.
Les fonts de l'època descriuen en poques paraules força concises, la situació dramàtica en què va quedar l'imperi. El Liber Pontificalis diu que en aquests anys, moltes fortaleses es van veure obligats a rendir-se als longobards per la fam i que la mateixa Roma va ser assetjada per ells en 579. Joan de Biclara l'any 578 va escriure que "Els romans van portar una guerra entre llàgrimes a Itàlia contra els longobards" el que suggereix una derrota més greu. Mentrestant, els longobards es van apoderar dels forts al llarg de la via Emília, es van expandir a la regió del Vèneto ocupant Altino, Concordia i Màntua, i van violentar als monjos a Valeria; l'expansió dels longobards a Túscia va empènyer al bisbe de Populònia a escapar a l'illa d'Elba, i el duc de Benevent Zotto, a la zona d'Aquino, va massacrar a la població, ja delmada per les epidèmies, fins al punt que després d'alguns anys la ciutat estava encara sense bisbe. El 579 fins i tot Roma va ser assetjada, però no es va poder culminar el setge.
Poc abans del setge a la ciutat eterna, a la fi de 578, Tiberi II va rebre a palau una ambaixada de Roma i presidida pel senador romà Pamfroni: l'ambaixada, a més d'oferir 3.000 lliures d'or com a regal per celebrar la seva ascensió al tron (que havia estat feia poc), va sol·licitar amb urgència l'enviament de tropes de l'emperador a Itàlia, destruïda pels longobards; l'emperador va dir a contracor que ell es dedicava a l'esgotadora guerra contra Pèrsia i, per tant, era incapaç d'enviar noves tropes, Però d'altra banda va tornar les 3.000 lliures a Pamfroni, el que suggereix l'ús habitual de subornar als ducs llombards, convencent-los per anar a l'Imperi d'Orient a lluitar contra els perses, o, alternativament, per convèncer els francs per atacar els longobards, quan era el cas. A l'any següent va ser enviat pel senat romà una altra ambaixada i aquesta vegada l'emperador estava decidit a enviar un petit exèrcit a Itàlia. L'exèrcit, però, va resultar insuficient per frenar l'avanç dels longobards, que va ocupar els últims anys (578-582) Classis, el port de Ravenna, i van posar setge a Nàpols. El pontífex el 580 va tractar d'atreure al rei dels francs, però en va.
Aprofitant la desunió dels longobards, els romans d'Orient van ser capaços de comprar d'altra banda els serveis d'alguns ducs, que se'n van anar a l'imperi, el més famós dels quals fou Droctulf, que va lluitar contra el seu propi poble durant algun temps, dominant Brescello i recuperant Classis i després va ser utilitzat per l'Imperi Romà d'Orient també a Il·líria contra els àvars.

## Fi del període dels ducs i conseqüències
El 582 va pujar al tron de l'Imperi Romà d'Orient Maurici, qui, incapaç d'enviar reforços a Itàlia en estar ocupar en el front oriental i els Balcans, va tractar d'usar la diplomàcia per derrotar els longobards; el 583 els enviats romans d'Orient van arribar a la cort del rei franc Khildebert II donant-li 50.000 sòlids d'or massís a canvi d'una intervenció franca al nord d'Itàlia; el rei franc va envair el nord d'Itàlia el 584, però els ducs longobards va obtenir la seva retirada pagant amb més diners, i les protestes de l'emperador Maurici, que volia que li fossin retornats els 50.000 sòlids l'or massís, van ser en va.
No obstant això, el risc a causa de l'aliança entre l'Imperi Romà d'Orient i els francs, va fer considerar seriosament als ducs la possibilitat de posar fi a l'anarquia: per por a una reacció més forta dels romans d'Orient des del sud i dels francs des de l'oest, el que requeria per fer-hi front un lideratge únic per coordinar les diferents forces militars, es va decidir elegir en el mateix any un nou rei, que fou Autari, fill de Clef, al que va ser donada la nova capital, Pavia, i la meitat de la riquesa de cada duc (no se sap si aquesta part fou complerta pels ducs). Gràcies al lideratge d'Autari, els longobards van ser capaços de repel·lir els atacs dels francs, aconseguint mantenir la integritat del seu regne. Pel que sembla, entre altres coses, durant el regnat d'Autari, la violència contra els italoromans que hi va haver durant el període dels ducs, es va acabar o es va esvair, almenys segons Pau el Diaca a la seva Historia Langobardorum, III, 16:
« Erat hoc mirabile in regno Langobardorum: nulla erat violentia, nullae struebantur insidiae; nemo aliquem iniuste angariabat, nemo spoliabat; non erant furta, non latrocinia; unusquisque quo libebat securus sine timore » ("Tot era meravellós en el regne dels longobards: no hi havia violència, ni trampes o insidies, ni injustament oprimits, no hi havia depredacions ni robatoris, tothom anava per on volia, segur i sense por.")

## Imperi Romà d'Orient

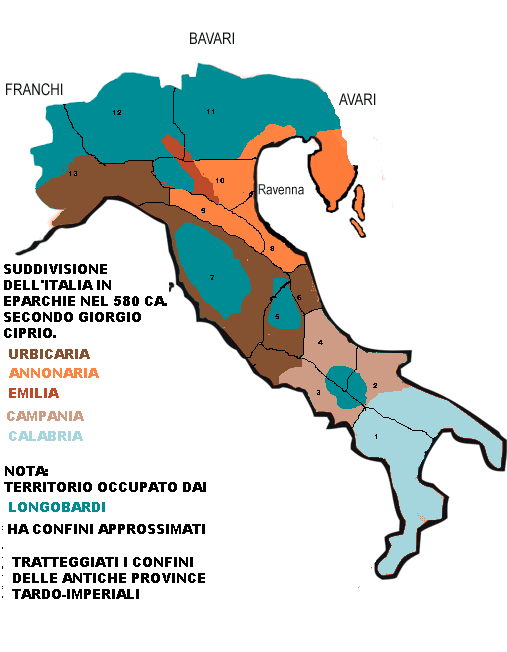
La Itàlia romana d'Orient el 580 fou dividida en eparquies, segons Jordi Ciprio. Mapa basat en la reconstrucció dels comptes del mòdul, no estan lliures de crítiques.

Les conquestes dels longobards en el període dels ducs havia empès a l'Imperi Romà d'Orient a reorganitzar l'estructura administrativa i militar de la Itàlia romana d'Orient. Al voltant de 580, d'acord amb la Descriptio orbis romani de Jordi Ciprio, sembla que Tiberi II va dividir en cinc províncies o eparquies la península sota el seu domini:
- Annonària, que comprenia les restes de les possessions romanes d'Orient a Flamínia, Emília oriental i Veneto.
- Calàbria, que comprenia les restes de les possessions romanes d'Orient a Lucània i la Pulla al sud d'Itàlia.
- Campània, que comprenia les restes de les possessions romanes d'Orient a Campània, al Samni i al nord de la Pulla.
- Emília, que comprenia les restes de les possessions romanes d'Orient a la part central d'Emília-Romanya, a més de la part sud-oriental de Ligúria (amb Lodi Vecchio) i el sud-oest de Venècia (Cremona i els seus voltants).
- Urbicària, que comprenia les restes de les possessions romanes d'Orient a Ligúria, Alps Cotis, Toscana, Valèria, Picè, i l'extrem nord de Campània.

La reforma administrativa d'Itàlia sembla motivada per necessitats militars i per l'adaptació de l'administració d'Itàlia al moment, atès que una gran part de la península estava subjecte als estralls dels longobards, i qualsevol intent (inclòs l'enviament de Baduari) per desallotjar-los havia fracassat; prenent coneixement dels èxits assolits pels longobards, es va introduir amb la reforma el sistema de territoris limitanei, anticipant-se a la reforma de l'Exarcat, que va ser construït pocs anys més tard (584): efectivament només uns quatre anys després, aquesta nova estructura va ser abolida i substituïda per l'Exarcat dividit en els seus diferents districtes. La fundació de l'Exarcat el 584, coincideix curiosament amb l'elecció d'Autari. El títol d'exarca fou utilitzat per primera vegada a l'epístola papal del 584 que declarava amargament que l'exarca no havia pogut enviar ajuda a Roma, ja que amb prou feines havia aconseguit defensar Ravenna. L'exarcat va ser dividida en set districtes, estretament controlats i regulats per l'exarca de Ravenna: L'Exarcat propi (Ravenna), Pentàpolis, Roma, Ligúria, Venècia, Ístria i el Ducat de Nàpols (incloent-hi el Bruci, Lucània i Pulla).
La població local estava obligat a contribuir a la defensa del territori, i havia de donar suport als soldats professionals. Es va formar així una eficient màquina de defensa dels territoris que es trobaven principalment a la costa, on més se sentia el poder imperial per la presència de la flota romana d'Orient. Gràcies a la nova reforma, l'exarcat va ser capaç de resistir els atacs dels longobards fins al 751.